# Flacey, Eure-et-Loir

Flacey este o comună în departamentul Eure-et-Loir, Franța. În 1 ianuarie 2022 avea o populație de 212 de locuitori.